# Uczelnia Korczaka – Akademia Nauk Stosowanych

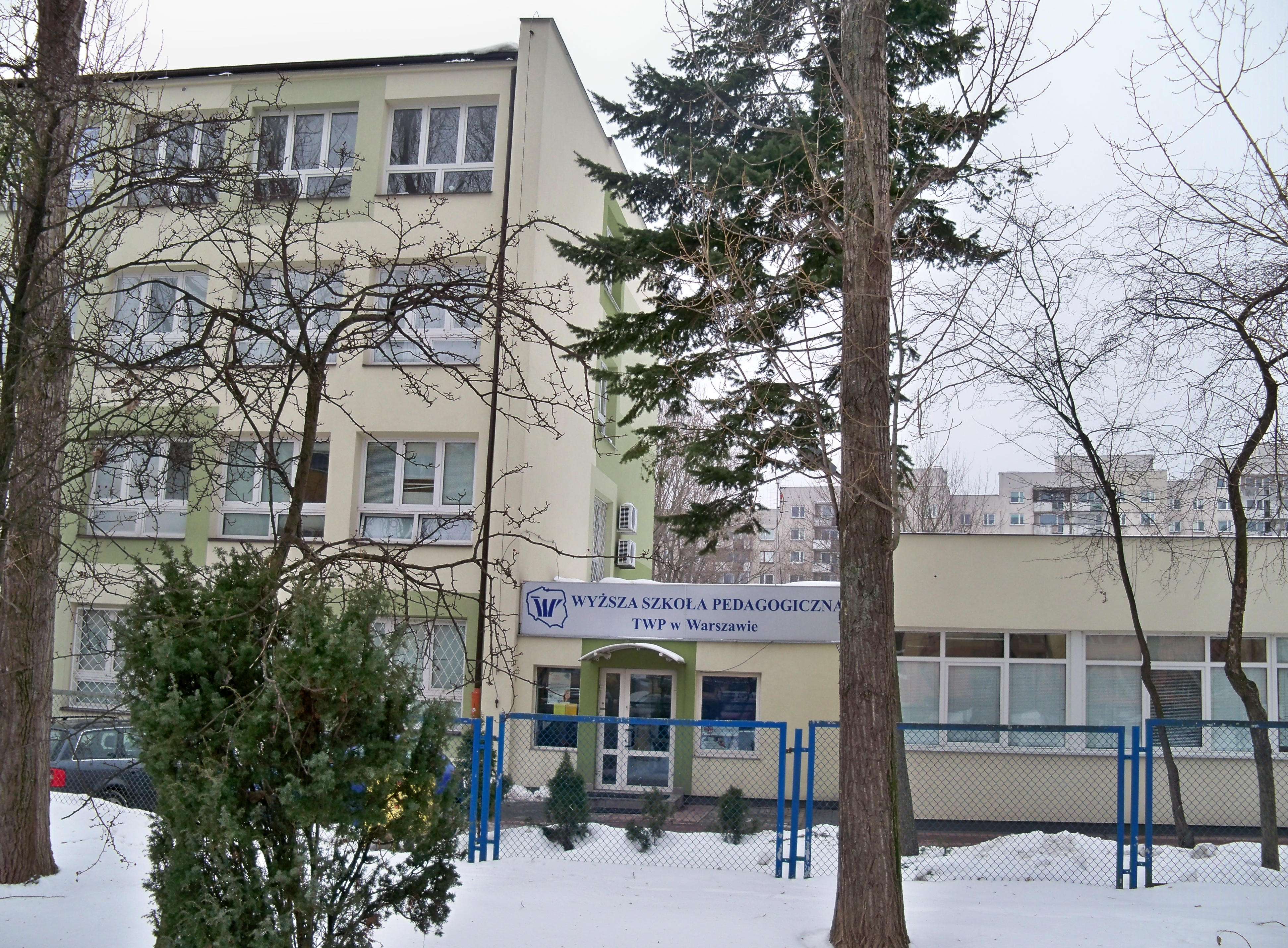
Budynek Wydziału Nauk Społecznych, ul. Urbanistów 3 w Warszawie

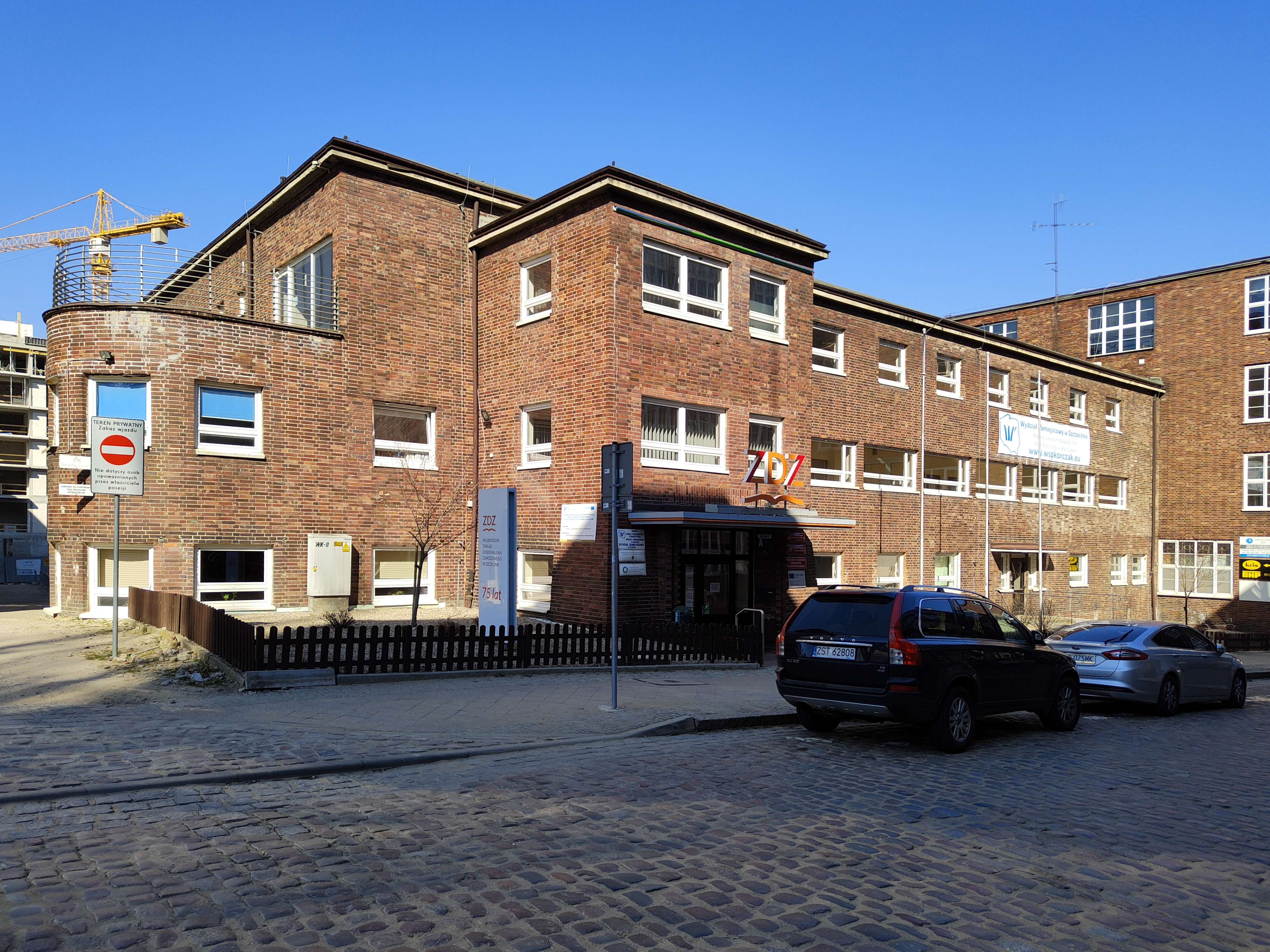
Uczelnia Korczaka, Wydział Zamiejscowy w Szczecinie

Uczelnia Korczaka – Akademia Nauk Stosowanych (dawniej Wyższa Szkoła Pedagogiczna im. Janusza Korczaka, Wyższa Szkoła Pedagogiczna TWP) – uczelnia niepubliczna z siedzibą w Warszawie przy ul. Lirowej 27 (w dzielnicy Ochota na Szczęśliwicach). Powstała decyzją Ministra Edukacji Narodowej z dnia 30 kwietnia 1993 roku.

## Historia
W 1992 roku w gronie działaczy Towarzystwa Wiedzy Powszechnej zrodził się pomysł powołania niepublicznej szkoły wyższej. Od samego początku zakładali oni, że uczelnia będzie dostępna dla osób z niezamożnych środowisk wiejskich i małomiasteczkowych. Obszarem funkcjonowania szkoły i procesem studiów zajął się prof. dr hab. Lucjan Olszewski, sferą ekonomiczną zaś prof. dr hab. Julian Auleytner. Uczelnię tworzono regionalnie, wynikało to z terytorialnej struktury TWP posiadającej na początku lat 90. około 30 oddziałów. Część z nich chciała założyć własne szkoły wyższe o tym samym profilu kształcenia co pierwsza z nich. Ówczesny wiceminister edukacji przychylił się do opinii, że lepiej mieć jedną dużą uczelnię z instytutami niż sześć małych uczelni wymagających odrębnych kontroli MEN-u.

## Struktura
Struktura uczelni (2022)
Wydziały:
- Wydział Nauk Społecznych w Warszawie, ul. Lirowa 27
- Wydział Nauk Społeczno-Pedagogicznych w Katowicach, ul. Katowicka 27
- Wydział Nauk Humanistyczno-Społecznych w Olsztynie, al. Generała Władysława Sikorskiego 23
- Wydział Nauk Humanistyczno-Społecznych w Lublinie, ul. Frezerów 3
- Wydział Zamiejscowy w Szczecinie, pl. Jana Kilińskiego 3

Inne jednostki organizacyjne:
- Międzywydziałowy Instytut Naukowo-Dydaktyczny w Człuchowie, Osiedle Witosa 20
- Instytut Kształcenia Kadr w Poznaniu, ul. Święty Marcin 69

## Edukacja
Uczelnia kształci na następujących kierunkach:
- Psychologia
- Pedagogika
- Polityka społeczna
- Praca socjalna
- Pedagogika przedszkolna i wczesnoszkolna
- Pedagogika specjalna
- Zarządzanie.

Szkoła posiada uprawnienia do kształcenia na poziomie studiów I stopnia – licencjackich, studiów II stopnia – magisterskich uzupełniających oraz jednolitych studiów magisterskich. W ofercie edukacyjnej znajdują się również studia podyplomowe oraz szkolenia otwarte i warsztaty organizowane w ramach projektów współfinansowanych ze środków Unii Europejskiej. Obok tradycyjnych form nauczania prowadzone są także zajęcia przy użyciu metod i technik kształcenia na odległość (KnO), przede wszystkim za pomocą platformy e-learningowej, co daje możliwość wyboru czasu i miejsca studiowania oraz indywidualnego dopasowania tempa nauki. Jest to zatem model kształcenia wolny od ograniczeń czasowych i przestrzennych. Uczelnia wdrożyła również system edukacji oparty na metodach tutoringu, mentoringu i coachingu.
Główne nurty specjalizacji Uczelni oscylują wokół pedagogiki, tematyki europejskiej polityki społecznej, aktywnej pracy socjalnej i gospodarki społecznej.
Uczelnia Korczaka posiada własne wydawnictwo, bibliotekę główną oraz biblioteki na wydziałach i w instytutach.

## Władze
Władze uczelni (2022):
- Rektor – prof. dr hab. Mirosław Grewiński
- Rektor senior – prof. dr hab. Julian Auleytner
- Prorektor – dr Joanna Lizut
- Dziekan Wydziału Nauk Społecznych w Warszawie – prof. dr hab. Barbara Skałbania
- Dziekan Wydziału Nauk Społeczno-Pedagogicznych w Katowicach – dr Grzegorz Frączek
- Dziekan Wydziału Nauk Humanistyczno-Społecznych w Olsztynie – dr Jolanta Nowosielska
- Dziekan Wydziału Nauk Humanistyczno-Społecznych w Lublinie – dr Paweł Wiśniewski
- Dziekan Wydziału Zamiejscowego w Szczecinie – dr Julitta Nowak
- Kierownik Międzywydziałowego Instytutu Naukowo-Dydaktycznego w Człuchowie – mgr Bogumiła Kondys